# Amphitrite (planetoïde)
(29) Amphitrite is een grote planetoïde in de planetoïdengordel tussen de banen van de planeten Mars en Jupiter. Amphitrite heeft een gemiddelde diameter van 212,2 km en voltooit elke 4,08 jaar een omloop rond de zon. Haar baan is licht ellipsvormig en helt iets meer dan 6° ten opzichte van de ecliptica. Tijdens een omloop varieert de afstand tot de zon tussen de 2,369 en 2,739 astronomische eenheden.
Vanaf de aarde gezien kan Amphitrite een schijnbare helderheid van +8,65 bereiken tijdens gunstige opposities. Ze is in zulke gevallen met een eenvoudige amateurtelescoop of verrekijker te vinden.

## Ontdekking en naam
Amphitrite werd op 1 maart 1854 ontdekt door de Duitse sterrenkundige Albert Marth, die destijds in Londen werkte, in het privé-observatorium van George Bishop. Bishop noemde de planetoïde naar godin Amphitrite, in de Griekse mythologie de vrouw van Poseidon, de god van de zee.

## Eigenschappen
Amphitrite is een S-type planetoïde, wat betekent dat ze een helder oppervlak heeft (een oppervlak met een hoog albedo). S-planetoïden bestaan voornamelijk uit silicaten en metalen als nikkelijzer. De planetoïde draait in ongeveer 5 uur en 23 minuten om haar eigen as.
Uit sterbedekkingen is gebleken dat Amphitrite mogelijk een natuurlijke satelliet heeft.